# Jürgen Kurths

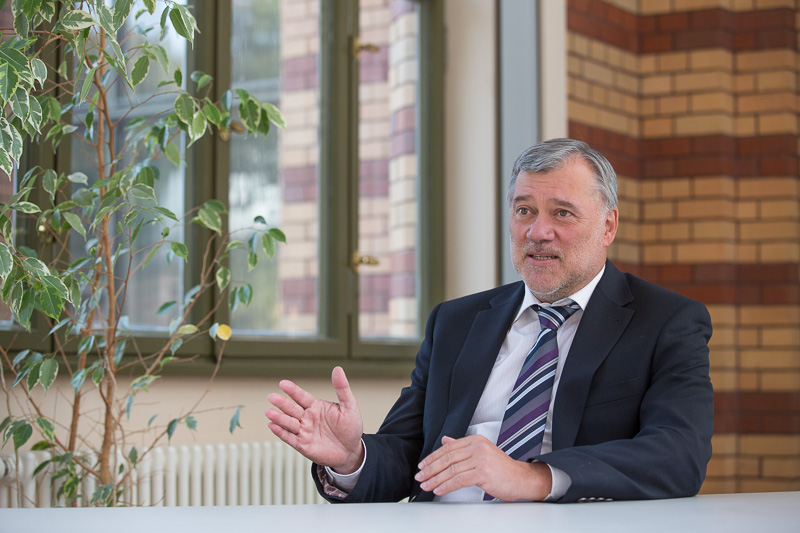
Jürgen Kurths no Instituto de Potsdam para Pesquisa de Impactos Climáticos.

Jürgen Kurths (nascido em 11 de março de 1953 em Arendsee/Altmark) é um físico e matemático alemão. Ele é catedrático da área de pesquisa Conceitos Transdisciplinares do Instituto de Potsdam para Pesquisa de Impactos Climáticos, Potsdam-Institut für Klimafolgenforschung (PIK), Professor de Dinâmica Não-linear no Instituto de Física da Universidade Humboldt, Berlim, e ocupa a Cátedra do Sexto Século para Biologia de Sistemas Complexos do Instituto de Sistemas Complexos e Biologia Matemática no Kings College da Universidade de Aberdeen (Reino Unido). Sua pesquisa concentra-se principalmente em física não-linear, ciências de sistemas complexos e suas  aplicações em problemas desafiadores em geossistema, fisiologia, sistemas biológicos e engenharia.

## Biografia
Jürgen Kurths estudou matemática na Universidade de Rostock e obteve o seu PhD em 1983 na Academia de Ciência da República Democrática da Alemanha, seguida por sua habilitação em 1991 em física teórica na Universidade de Rostock. Em 1991, em um programa especial da Sociedade-Max-Planck, ele foi um dos poucos cientistas da Alemanha Oriental selecionado para ocupar uma posição de diretor de um novo grupo de trabalho, que veio a ser conhecido internacionalmente na área de dinâmica não-linear. Em 1994, tornou-se catedrático em física teórica/dinâmica não-linear na Universidade de Potsdam. Nessa instituição, ocupou o cargo de diretor da Faculdade de Ciências (1996-1999) e estabeleceu-se como diretor fundador do Centro Interdisciplinar para Dinâmica de Sistemas Complexos (1994-2008). Ele foi o diretor fundador da Leibniz-Kolleg Potsdam. Em 2008, foi convidado para reestabelecer a área de pesquisa Conceitos Transdisciplinares no PIK e agregar a abordagem de sistemas complexos à pesquisa em geossistema, e tornou-se professor de Dinâmica Não-linear no Instituto de Física da Universidade Humboldt, Berlim. Em 2009, passou a ocupar a Cátedra do Sexto Século para Biologia de Sistemas Complexos do Instituto de Sistemas Complexos e Biologia Matemática no Kings College da Universidade de Aberdeen.

## Impacto da Pesquisa
A partir da análise de séries temporais e sua aplicação nos fenômenos da atividade solar e estelar, nos anos 1980, seu interesse se voltou para sistemas complexos e não-linearidade ou teoria do caos. Jürgen Kurths foi notabilizado especialmente por suas contribuições seminais para novos fenômenos de sincronização, recorrência, ressonância coerente, medidas de complexidade e de causalidade, bem como a dinâmica e estabilidade de redes complexas. Ulteriormente tornou-se efetivo pesquisador em fundamentos da teoria de sistemas complexos, bem como em aplicações para o geossistema, o cérebro humano, o sistema cardio-respiratório e outros sistemas que se caracterizam por um alto grau de complexidade e não-linearidade.
Jürgen Kurths mantém uma grande rede de cientistas colaboradores e já orientou mais de 60 alunos de doutorado de cerca de 20 países, 30 dos quais atualmente com posições consolidadas em diferentes países. Ele publicou mais de 500 artigos e oito livros. Atualmente participa do conselho editorial de mais de dez revistas científicas, a exemplo de CHAOS, Philosoph.Trans. Royal Soc. A, PLoS ONE, Europ. J. Physics ST, J. Nonlinear Science and Nonlinear Processes in Geophysics and of the Springer Series Complexity.

## Atividades científicas internacionais
Kurths tem sido um líder em muitas atividades científicas internacionais, incluindo a presidência da EGU Divisão de Processos Não Lineares em Geociências (2000-2005). Seus esforços para promover a colaboração internacional o levaram a organizar vários grandes projetos na UE e DFG, além de atuar como orador do Grupo de Treinamento de Pesquisa Internacional em redes complexas (DFG e Brasil) desde 2011.

## Prêmios e Títulos
Jürgen Kurths é membro eleito da Sociedade Americana de Física (1999). Ele ganhou o Prêmio de Investigação Alexander von Humboldt  da CSIR (Índia) em 2005. Tornou-se membro da Academia Europeia em 2010 e da Academia de Ciências e Artes de Macedônia em 2012, tendo sido agraciado com um doutor honoris causa na Universidade de Lobachevsky em Nizhny Novgorod, em 2008, e na Universidade de Chernishevsky, Saratov. É professor honorário da Universidade de Potsdam e professor convidado da Universidade de Southeast, em Nanjing. Foi condecorado com a Medalha de Lewis Fry Richardson da União Europeia de Geociências em 2013.